# Estación de Grenchen Nord
La estación de Grenchen Nord es una estación ferroviaria de la comuna suiza de Grenchen, en el Cantón de Soleura.

## Historia y situación

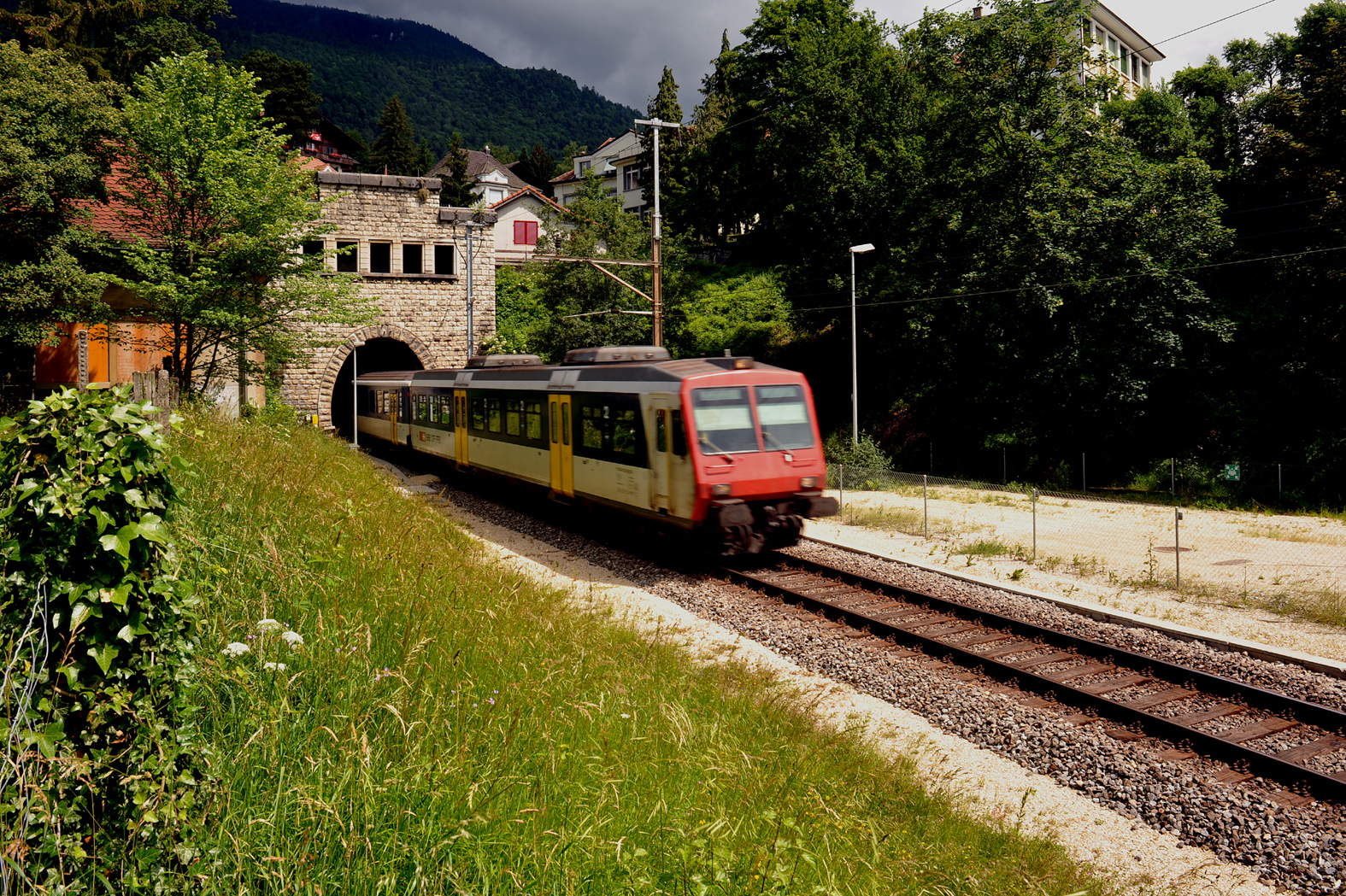
Entrada al túnel Grenchenbergtunnel desde Grenchen

La estación de Grenchen Nord fue inaugurada en el año 1915 con la apertura del Grenchenbergtunnel y a su vez el tramo Moutier - Lengnau de la línea Basilea SBB - Biel/Bienne, también conocida como la línea del Jura, por parte de Münster-Lengnau-Bahn (MLB), que se integraría en Bern-Lötschberg-Simplon-Bahn (BLS). BLS pasaría a ser denominada en 1997 como BLS Lötschbergbahn, que al fusionarse en 2006 con Regionalverkehr Mittelland AG pasaría a ser BLS AG. 
Se encuentra ubicada en el norte del núcleo urbano de Grenchen. Cuenta con dos andenes, uno central y otro lateral a los que acceden tres vías pasantes, a las que hay que sumar otra vía pasante más y varias vías muertas para el apartado de material ferroviario, o para la carga y descarga de mercancías. En el norte de la estación se encuentra la boca sur del Grenchenbergtunnel, que tiene una longitud de 8,5 km. En la ciudad existe otra estación ferroviaria, Grenchen Süd, situada en el sur del núcleo urbano de Grenchen.
En términos ferroviarios, la estación se sitúa en la línea Basilea SBB - Biel/Bienne, también conocida como la línea del Jura. Sus dependencias ferroviarias colaterales son la estación de Moutier hacia Basilea SBB y la estación de Lengnau en dirección Biel/Bienne.

## Servicios ferroviarios
Los servicios ferroviarios de esta estación están prestados por SBB-CFF-FFS:

### Larga distancia
- ICN Ginebra-Aeropuerto - Ginebra-Cornavin - Nyon - Morges - Yverdon-les-Bains - Neuchâtel - Biel/Bienne - Grenchen Nord - Moutier - Delémont - Laufen - Basilea SBB. Hay un tren cada dos horas.

### Regional
- RE Biel/Bienne - Grenchen Nord - Moutier - Delémont - Porrentruy - Delle. Trenes cada hora en ambos sentidos.